# Juan Marino
Juan Marino (General Juan Madariaga, Provincia de Buenos Aires, Argentina; 25 de noviembre de 1987) es un dirigente social y político argentino del Partido Piquetero. Es Diputado de la Nación Argentina por Buenos Aires desde 2022.

## Biografía
Juan Marino inició su militancia como estudiante secundario a la edad de 15 años. Es perito mercantil y Bachiller en Ciencias Comerciales egresado del Escuela Superior de Comercio Carlos Pellegrini, institución de la que llegó a presidir su centro de estudiantes en 2006, bajo la lista 1 «FEL». 
Posteriormente, militó en la dirección nacional de la Unión de Juventudes por el Socialismo - Partido Obrero (UJS - PO) desde 2006 hasta 2009, así como en el Comité Central de la Capital Federal del Partido Obrero (PO) entre 2008 y 2009. Sin embargo, su tiempo en el PO llegó a su fin en 2009 cuando fue expulsado del partido.
El 2 de abril de 2010, Marino fundó la Tendencia Piquetera Revolucionaria (TPR) y, luego, la Agrupación Villera Piquetera (hoy Unidad Piquetera).
Marino posteriormente fundó el Partido Piquetero en 2016.
En 2017, se postuló como precandidato a diputado nacional por Encuentro Popular por Tierra, Techo y Trabajo, un frente dirigido por Luis D'Elía.
En las Elecciones legislativas de 2019 logró un lugar en la boleta del Frente de Todos, sin embargo no logró la elección. En julio de 2021, fue nombrado Director Provincial de Organización Territorial del Ministerio de Desarrollo de la Comunidad de la Provincia de Buenos Aires. En agosto de 2022, fue nombrado Diputado de la Nación Argentina por Buenos Aires en reemplazo de Sergio Massa, quien fuera nombrado Ministerio de Economía.
Marino sostiene que su principal tarea como legislador es la sanción de una ley que contemple el salario básico universal, aunque ello nunca se ha materializado.
Antes de las Elecciones primarias de 2023 presentó su libro "Estrategia Militante, Acá y Ahora" en la Federación Grafica Bonaerense.
En las Elecciones legislativas de 2023 logró un lugar en la cámara, tras ubicarse en el puesto 15 de la lista de Unión por la Patria.

## Publicaciones

### Libros
- 2023 Estrategia militante: acá y ahora. En coautoría con Vladimir Cerrón.
- 2024 TESIS DE ABRIL – ¡BASTA MILEI!